# ソウルワックス
ソウルワックス（英: Soulwax）は、ベルギーのロックバンド。1992年結成。ヘント出身。バンドの中心メンバーであるディワーラ兄弟は、DJデュオ2manydjs（トゥー・メニー・ディージェイズ）としても活動。

## 概略
1996年5月14日、ベルギーのレーベル、プレイ・イット・アゲイン・サムよりアルバム『Leave The Story Untold』でデビュー。1998年、セカンド・アルバム『マッチ・アゲインスト・エヴリワンズ・アドヴァイス』を発売。同アルバム収録曲の「トゥー・メニイDJ'S」が、後のディワーラ兄弟のDJユニット名の由来となる。
リミキサーとしても積極的に活動し、クラブ・シーンでの活動も行う。2000年頃からディワーラ兄弟は、2manydjsとしての活動も開始。2004年8月23日、サード・アルバム『エニイ・ミニット・ナウ』を発売。翌2005年9月26日には、『エニイ・ミニット・ナウ』をクラブ向けにリアレンジしたアルバム『ナイト・バージョンズ』を発売。

## メンバー
- ステファン・ディワーラ (Stephen Dewaele) - ボーカル
- デイヴィッド・ディワーラ (David Dewaele) - ギター
- ステファン・ヴァン・ルーヴァン (Stefaan Van Leuven) - ベース
- イゴール・カヴァレラ (Igor Cavalera) - ドラム
- ライマ・カヴァレラ (Laima Cavalera) - キーボード

### 旧メンバー
- ピエト・ディエルクス (Piet Dierickx)
- クルト・ヒューグ (Kurt Huyghe)
- イング・フリッツ (Inge Flipts) - キーボード
- ヘルムート・ヴァン・デン・マーシャート (Helmut Van Den Meersschaut)
- ステファン・ミッセゲルス (Stephane Misseghers) - ドラム
- デイヴ・マーティーン (Dave Martijn)
- スティーヴ・スリンゲナイヤー (Steve Slingeneyer) - ドラム
- ベント・ヴァン・ルーイ (Bent Van Looy) - ドラム ※ロックバンド、ダス・ポップ（英語版）のフロントマンとしても活動

## ディスコグラフィ

### アルバム
| 発売日                          | タイトル                                                                        | レーベル                                   |
| ------------------------------- | ------------------------------------------------------------------------------- | ------------------------------------------ |
| ：1996年5月14日                 | Leave the Story Untold                                                          | PIAS                                       |
| ：1998年 ：2001年3月7日         | Much Against Everyone's Advice マッチ・アゲインスト・エヴリワンズ・アドヴァイス | PIAS maximum10                             |
| ：2004年8月23日 ：2004年8月11日 | Any Minute Now エニイ・ミニット・ナウ                                           | PIAS maximum10                             |
| ：2005年9月26日 ：2006年2月21日 | Nite Versions ナイト・バージョンズ                                              | PIAS ホステス・エンタテインメント          |
| ：2017年3月24日 ：2017年4月5日  | From Deewee フロム・ディーウィー                                                | PIAS ホステス・エンタテインメント          |
| ：2018年 ：2018年6月22日        | Essential エッセンシャル                                                        | DEEWEE / PIAS ホステス・エンタテインメント |

### リミックス・アルバム
- This Is Radio Soulwax (：2006年2月 Mixmag)
- 『リミックス天国』 - Most of the Remixes (：2007年10月22日 パーロフォン、：2007年12月5日 Capitol Music)

### ライブ・アルバム
- 『パート・オブ・ザ・ウィークエンド・ネヴァー・ダイズ』 - Part of the Weekend Never Dies (：2008年9月8日 プレイ・イット・アゲイン・サム、：2008年12月10日 ホステス・エンタテインメント) ※ロンドンのクラブ、Fabricでのライブを収録したCDとロキュメンタリーDVDのセット

### 参加作品
- 『コントロヴァーシー: ア・トリビュート』 - Controversy: A Tribute To Prince (：2008年6月23日 Rapster Records、：2008年5月21日 ホステス・エンタテインメント) ※プリンスのカバー・アルバム。10曲目の「Starfish & Coffee」のカバーで参加。

## 2manydjs
ディワーラ兄弟の父Zakiは、1960年代に地元ベルギーで有名なラジオDJであった。そのためディワーラ兄弟は幼少時代から多数のレコードに囲まれて育つ。
ディワーラ兄弟はソウルワックスの活動と並行してDJ活動を開始。1999年にベルギー国営放送局でラジオ番組「Hang The DJ」を始め、同番組でのDJプレイはテクノ、エレクトロ、ロック、ヒップホップ、ソウル、ファンク、ポップスなどの数多のジャンルの誰もが知っている大ヒット曲の美味しいところだけを解体・再構築し、それをミックスしていく独特のスタイルで話題を呼ぶ。後に「マッシュアップ」と呼ばれるようになったそのスタイルは、数えきれないフォロワーを生み出したが、マッシュアップの盛り上がりについてディワーラ兄弟は、「自分たちが始めたことではなく、ディスコやヒップホップが出始めた頃から存在していたものだと思う」と述べている。
BBCやXfm等のイギリスのラジオ局や、ロンドンを拠点とするDJのエロル・アルカンがオーガナイザーを務めるパーティー「Trash」やアーサー・ベイカーの「Sunday Session」でもプレイすると、ジャービス・コッカーが熱狂的なファンであることを公言し、アメリカのDJのフェリックス・ダ・ハウスキャットのプロジェクトでのコラボのオファーを受ける。ザ・クラッシュのミック・ジョーンズは、自身の楽曲がベースメント・ジャックスの楽曲「Romeo」とマッシュアップされていた事に衝撃を受けて絶賛した。
2002年には、唯一の公式CD『アズ・ハード・オン・レディオ・ソウルワックス・パート2』をプレイ・イット・アゲイン・サムより発売。Q誌、モジョ、ニューヨーク・タイムズなどのメディアで絶賛され、多くの音楽誌で2002年のベスト・ミックスCDに選ばれる。
その後、ロンドンの「Fabric」やパリの「Le Pulp」等の名門クラブや、「I Love Techno」、「Creamfields」、「Global Gathering」などの大型フェスティバルにも出演する様になる。日本では、2003年・2004年の「エレクトラグライド」に出演。2005年にソウルワックスとして発表したアルバム『ナイト・ヴァージョン』は、DJミックスの様に全ての曲がつなげられており、元々母体として存在していたソウルワックスの方が2manydjsに同化していく様子を表していた。
2012年8月18日、サマーソニックの大阪公演初日の深夜帯に催された「MIDNIGHT SONIC」に出演。2013年11月29日には、「エレクトラグライド」に出演。「エレクトラグライド」では、音と映像をリンクさせたオーディオ・ヴィジュアルライブセットが用いられた。また、11月27日には日本公演を記念して10年前に発表した唯一の公式ミックスアルバム『アズ・ハード・オン・レディオ・ソウルワックス・パート2』の10周年記念盤を完全生産限定で発売した。
2014年8月15日、サマーソニックの前夜祭である「SONICMANIA」のHARD STAGEに出演。

### アズ・ハード・オン・レディオ・ソウルワックス
ミックスCDシリーズ「アズ・ハード・オン・レディオ・ソウルワックス」はパート14までがプロモーション盤を装ったブートレグとして発売されており、レーベルはPIAS傘下の「Waxedsoul Recordings」。ミックスされた楽曲の使用許諾がレコード会社から降りなかった為に公式盤としては発売できず、使用許諾申請について半年以上かけて交渉するも、唯一許可が下りたのがパート2のみであった。パート2に至っても、ジャケット写真の使用許諾がカメラマンから下りず、ほぼ全て塗り潰されたジャケットとなった。

### DJスタイルについて
2013年のインタビューによると、次から次へと曲を切り替えていく2manydjsのDJスタイルは時代の状況を反映していると思うと述べ、例として最長時間が6秒のショートビデオクリップサービス「Vine」の流行を挙げ、「恐らく現代の人々が集中できる時間帯ってそんなものなんだ。」と述べた。一方で、それは色々なものが消費し易くなったせいでもあるとし、人々の脳が情報で溢れている世界に適応しようとしているのであると述べた。「とにかく短く、一番いいところに集中しようとしているだけ」、「最良のパートを引っこ抜くことがDJの役割」としている。